# كاثرين آدامز
كاثرين ادامز (بالإنجليزية: Kathryn Adams)‏ (25 مايو 1893 - 17 فبراير 1959) ممثلة أفلام صامتة أمريكية .

## أعمالها

### أفلام
- 1915 اطلاق النار علي دان ماكجرو[5]
- 1915 بعد الظلام
- 1915 الظل المطارد
- 1915 هيلين من الشمال
- 1915 الذراع الطويلة للخدمة السرية
- 1915 اعترافها
- 1915 خائن برئ
- 1916 فقاعات في الهواء
- 1916 الشبح الشبح
- 1916 الطيور الجارحة
- 1916 قصة الشجرة الحوفاء

## روابط خارجية
- كاثرين آدامز على موقع IMDb (الإنجليزية)
- كاثرين آدامز على موقع أول موفي (الإنجليزية)
- كاثرين آدامز على موقع قاعدة بيانات الأفلام السويدية (السويدية)
- كاثرين آدامز على موقع إن إن دي بي (الإنجليزية)
- كاثرين آدامز على موقع قاعدة بيانات الفيلم (الإنجليزية)
- كاثرين آدامز على موقع فايند أغريف